# UGPS J072227.51-054031.2

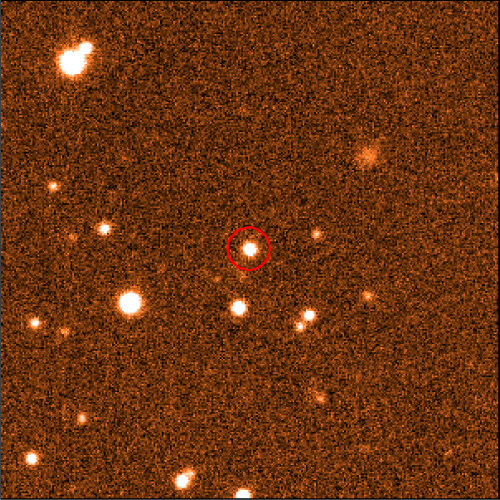
來自UKIRT紅外線深空調查的UGPS J0722-05的原始近紅外線（J 波段）影像

UGPS J072227.51-054031.2（通常简称为UGPS 0722-05）是一颗晚T型棕矮星，距离地球大约4.1秒差距（13光年）。

## 观测历史

### 发现
赫特福德大学的菲利普·卢卡斯于2010年宣布发现了这个天体。发现它的那张照片是2006年11月28日由英国红外望远镜红外深空巡天（UKIDSS）拍摄的。研究者在2010年3月2日复原的图像确认了它的自行。文献报道的距离是根据它目前测得的视差为246毫秒测得的。这个天体最初被认为距离更近，只有2.9秒差距，如果属实的话这将是距离太阳最近的十颗恒星之一。不过后来的测量发现它离地球的距离实际上要远一些，大约是4.1+0.6
−0.5秒差距。

### 自适应光学观测
2010年，布伊（Bouy）等人使用甚大望远镜通过自适应光学技术来观测UGPS 0722-05。结果没有观测到任何星等H ≲ 19.4并且相距超过50角分的伴星，也没有星等H ≲ 21.4并且相距超过100角分的伴星。

### 光谱分类
2010年，卢卡斯等人暂时将UGPS 0722-05的光谱分类设定为T10，并提出这可能是一种新光谱分类的首个实例。
2011年库欣（Cushing）等人发表的论文提出了T型光谱和新提出的Y型光谱之间的区别，其中后者体现了光谱中与氨相关的特征。他们引入了T/Y转变的光谱特征标准——如何区分T9和Y0。UGPS 0722-05被重新分类为T9，并被宣布为T9型光谱的标准。

## 距离
目前对UGPS 0722-05距离最精确的估计是由莱格特（Leggett）等人通过三角视差法获得的：0.2428 ± 0.0024 角秒，对应的距离为4.12 ± 0.04 pc或者13.43 ± 0.13 ly。

## 空间运动
UGPS 0722-05的自行大约为每年970毫角秒。
博昌斯基（Bochanski）等人于2011年发表了UGPS 0722-05的径向速度测量结果——46.9 ± 2.5 km/s。

## 特性
这个天体的体积与木星相当，但是质量是木星质量的5–40倍。这使得它的质量小于印第安座ε星Ba。行星的质量小于13倍木星质量。红外光谱表明它含有水蒸气和甲烷，表面温度大约为480–560 K。